# Giovanni Ghisolfi

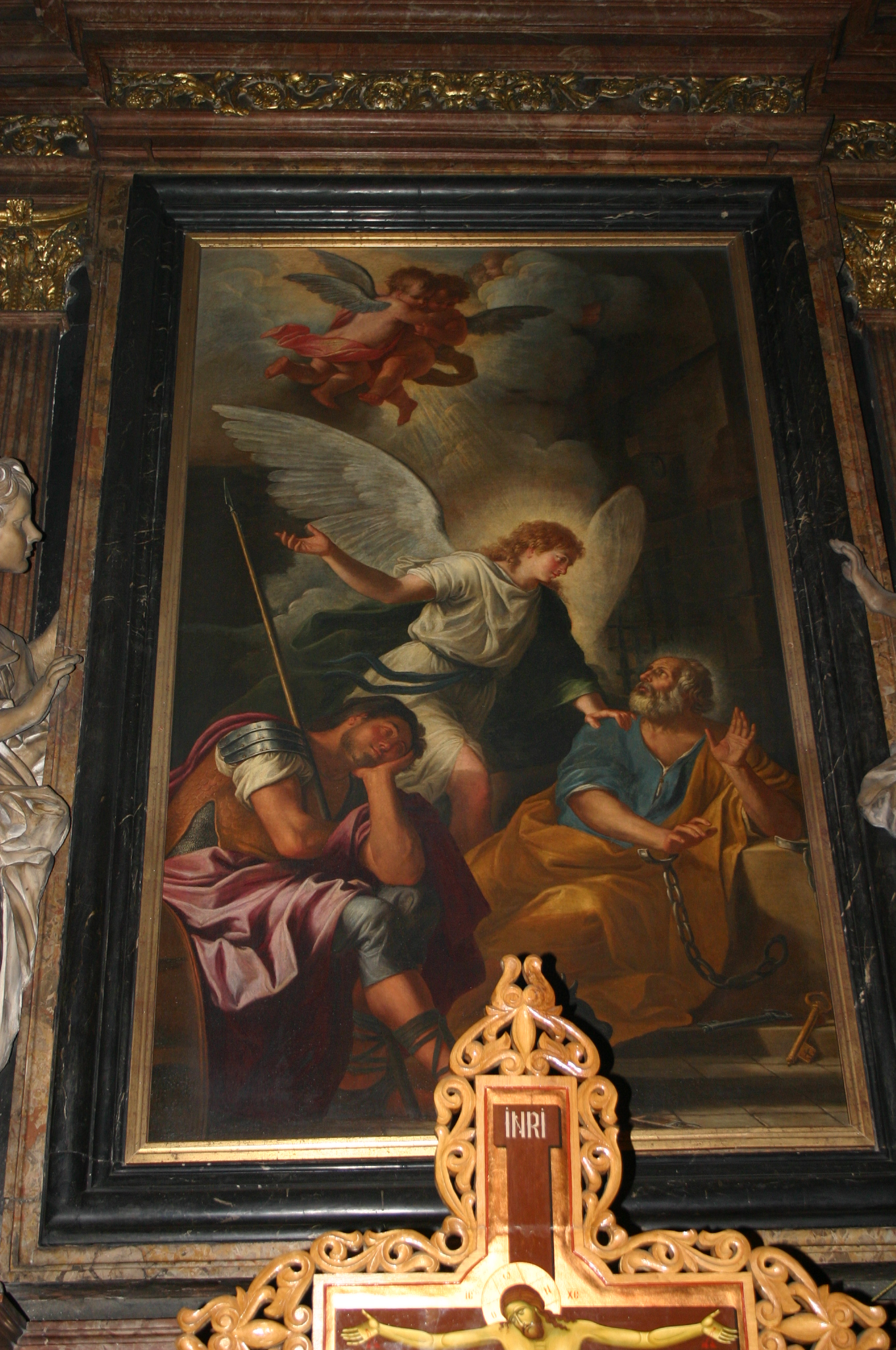
San Pietro liberato dal carcere, chiesa di Santa Maria della Vittoria, Milano

Giovanni Ghisolfi (Milano, 1623 – 7 giugno 1683) è stato un pittore italiano.

## Biografia
Nacque a Milano, molto giovane entrò nella bottega dello zio Antonio Volpino. Nel 1650 a ventisette anni partì per Roma con il suo amico pittore Antonio Busca, in quella città eseguì molti quadri con vedute della città eterna con rovine di antichi templi d'epoca classica. Fu molto apprezzato a metà del XIX secolo dai neoclassicisti.
Nel 1661 tornato in Lombardia decorò una cappella della Certosa di Pavia. Nel 1664 venne chiamato a Vicenza per eseguire degli affreschi di paesaggi nei palazzi Trissino Baston e Giustiniani Baggio.  Eseguì anche lavori nel Palazzo Arese Borromeo a Cesano Maderno e nella Villa Reati a Lissone, entrambi situati in Brianza. Eseguì i dipinti murali della quarta cappella del Sacro Monte di Varese su incarico del cardinale milanese Luigi Alessandro Omodei e del fratello banchiere Emilio Omodei. Realizzò la pala d'altare con il Miracolo di San Biagio della chiesa parrocchiale dei Santi Biagio e Macario a Magliaso commissionata dalla famiglia Beroldingen, feucatari locali. A partire dal 1675 affresca la Gloria di San Vittore sulla volta della Basilica di Varese.